# Badminton-Mannschaftsasienmeisterschaften
Die Badminton-Mannschaftsasienmeisterschaften sind von der Badminton Asia Confederation organisierte Turniere zur Ermittlung der besten Mannschaft in Asien im Badminton. Die Mannschaftstitelkämpfe werden seit 1962 ausgespielt. Die Mannschaft setzt sich aus Damen und Herren, ähnlich wie im Sudirman Cup, zusammen. Es wird je Match eine Partie in jeder Disziplin ausgespielt. Die gemischten Mannschaften waren bis 1987 den Einzeltitelkämpfen angegliedert. Seit 2017 werden sie in einer separaten Veranstaltung ausgetragen. In den geraden Jahren finden seit 2004 auch Titelkämpfe für reine Herren- und Damenmannschaften statt. Diese Asienmeisterschaft war vorher die asiatische Endrunde für den Thomas Cup der Herren bzw. den Uber Cup der Damen. Hier werden je Match 3 Einzel und 2 Doppel ausgetragen. In der Gruppenphase werden alle Spiele ausgetragen, danach ist das Match beendet, sowie eine Mannschaft 3 Siegpunkte erreicht hat.

## Damen- und Herrenteams

### Austragungsorte
| Jahr | Ort        | Land                         |
| ---- | ---------- | ---------------------------- |
| 2016 | Indien     | Hyderabad                    |
| 2018 | Alor Setar | Malaysia                     |
| 2020 | Manila     | Philippinen                  |
| 2022 | Selangor   | Malaysia                     |
| 2024 | Selangor   | Malaysia                     |
| 2026 | Dubai      | Vereinigte Arabische Emirate |

### Herrenteams
| Jahr | Sieger              | Finalist            | Halbfinalisten | Halbfinalisten |
| ---- | ------------------- | ------------------- | -------------- | -------------- |
| 2016 | Indonesien          | Japan               | Südkorea       | Indien         |
| 2018 | Indonesien          | Volksrepublik China | Malaysia       | Südkorea       |
| 2020 | Indonesien          | Malaysia            | Indien         | Japan          |
| 2022 | Malaysia            | Indonesien          | Singapur       | Südkorea       |
| 2024 | Volksrepublik China | Malaysia            | Japan          | Südkorea       |

### Damenteams
| Jahr | Sieger              | Finalist            | Halbfinalisten | Halbfinalisten |
| ---- | ------------------- | ------------------- | -------------- | -------------- |
| 2016 | Volksrepublik China | Japan               | Südkorea       | Thailand       |
| 2018 | Japan               | Volksrepublik China | Indonesien     | Südkorea       |
| 2020 | Japan               | Südkorea            | Malaysia       | Thailand       |
| 2022 | Indonesien          | Südkorea            | Malaysia       | Japan          |
| 2024 | Indien              | Thailand            | Japan          | Indonesien     |

## Gemischte Teams

### Austragungsorte
| Jahr | Ort               | Land                         |
| ---- | ----------------- | ---------------------------- |
| 2017 | Ho-Chi-Minh-Stadt | Vietnam                      |
| 2019 | Hongkong          | Hongkong                     |
| 2021 | nicht ausgetragen | nicht ausgetragen            |
| 2023 | Dubai             | Vereinigte Arabische Emirate |
| 2025 | Dubai             | Vereinigte Arabische Emirate |
| 2027 | Dubai             | Vereinigte Arabische Emirate |

### Sieger und Platzierte
| Jahr | Gold                | Silber   | Bronze              |
| ---- | ------------------- | -------- | ------------------- |
| 2017 | Japan               | Südkorea | Volksrepublik China |
| 2017 | Japan               | Südkorea | Thailand            |
| 2019 | Volksrepublik China | Japan    | Indonesien          |
| 2019 | Volksrepublik China | Japan    | Hongkong            |
| 2023 | Volksrepublik China | Südkorea | Indien              |
| 2023 | Volksrepublik China | Südkorea | Thailand            |